# Sérgio Soares
Sérgio Soares da Silva (* 11. Januar 1967 in São Paulo) ist ein ehemaliger brasilianischer Fußballspieler und -trainer.

## Karriere
Soares begann seine Profilaufbahn 1985 bei CA Juventus. 1992 wechselte er zum saudi-arabischen Erstligisten al-Hilal. 1994 und 1995 gewann er mit dem Verein den Arab Club Champions Cup. 1995 kehrte er nach Brasilien zurück. Hier unterschrieb er einen Vertrag beim Erstligisten Guarani FC. 1996 wechselte er zu Palmeiras. 1996 gewann er mit dem Verein den Staatsmeisterschaft von São Paulo. Danach spielte er bei Goiás EC, CA Juventus, SE Gama, EC Santo André und Náutico Capibaribe. 2004 gewann er mit Santo André den Copa do Brasil. 2004 beendete er seine Karriere als Fußballspieler.

## Erfolge

### Als Spieler
al-Hilal
- Arab Club Champions Cup: 1994, 1995

Palmeiras
- Staatsmeisterschaft von São Paulo: 1995

EC Santo André
- Staatsmeisterschaft von São Paulo: 2003
- Brasilianischer Pokalsieger: 2004

### Als Trainer
Grêmio Barueri
- Staatsmeisterschaft von São Paulo – Série A2: 2006

Santo André
- Staatsmeisterschaft von São Paulo – Série A2: 2008

Ceará
- Staatsmeisterschaft von Ceará: 2014

Bahia
- Staatsmeisterschaft von Bahia: 2015

Portuguesa
- Staatsmeisterschaft von São Paulo – Série A2: 2022